# لام چی-چونگ
لام چی-چونگ (انگلیسی: Lam Chi-chung؛ زادهٔ ۱۶ اوت ۱۹۷۶) بازیگر، فیلمنامه‌نویس و کارگردان اهل هنگ کنگ است.
از فیلم‌ها یا برنامه‌های تلویزیونی که وی در آن نقش داشته است می‌توان به فوتبال شائولین اشاره کرد.